# Новорощинский
Новорощинский — посёлок в Коченёвском районе Новосибирской области России. Входит в состав Овчинниковского сельсовета.

## География
Площадь посёлка — 54 гектара.

## История
В 1976 г. Указом президиума ВС РСФСР посёлок фермы № 3 совхоза «Овчинниковский» переименован в Новорощинский.

## Население
| 2002 | 2007 | 2010 |
| ---- | ---- | ---- |
| 208  | ↘195 | ↘127 |

## Инфраструктура
В посёлке по данным на 2007 год функционирует 1 учреждение здравоохранения.